# 槍騎兵
槍騎兵（そうきへい）はランス（騎槍）を装備した騎兵。

## 概要
槍を装備する騎兵は世界中に存在するが一般にヨーロッパの槍騎兵をさすことが多い。英語ではLancer（ランサー）、フランス語ではLancier（ランシエ）、イタリア語ではLanciere（ランチエーレ）、ドイツ語ではLanzierer（ランツィーラー）やUhlan または Ulan（ウーラン）、ポーランド語ではUłan（ウワン）と呼ばれる兵科が槍騎兵にあたる。

## 歴史
ヨーロッパでは、古代から中世にかけて槍は騎兵の主装備として使用されてきた。槍を装備した騎兵の突撃は、歩兵にとって大きな脅威であった。中世中期から中世後半のヨーロッパではランスを主要な武器とする重騎兵は重装備の騎士が含まれていたが、重騎兵は全員が騎士という訳ではなく、多くは職業軍人で、騎士に仕える者も少なくなかった。中国にもランスに相当する兵器として槊（さく）もしくは馬矟と呼ばれるものがあり、隋末の単雄信がその使い手として知られる。
歩兵の復興と騎兵の凋落は銃器の導入と発達で説明されることが多かったが、これは誤った俗説であり、それどころか銃器は歩兵に対し相対的優位を保とうとする騎兵に導入され一定の効果すらあげた。その背景にあったのはそもそも中世においてすら騎士（重装甲騎兵）は無敵ではなかったという事実であり、中世が進むにつれて騎士の役割が騎兵槍を携えての乗馬襲撃に特化していったことも事実であり、敵の隊列を崩す公算がもっとも見込めたのが騎乗した騎士の突撃であったこととそのために中世後期に至って軍隊がしばしば全ての中心に彼らを据えたことも事実であるが、既に騎士（重装甲騎兵）を運用することが叶わなかった中世後期のヨーロッパーの諸地域が槍やハルバードを代表とする長柄武器で武装した歩兵に訓練を施して密集隊形や防御隊形を組ませ、騎士による乗馬襲撃を撃退する能力を獲得していた。一方でブリテン諸島の人々はこの密集歩兵を破るという視点から戦訓を理解し、彼らはスコットランド人との諸戦闘から、騎兵が規律ある歩兵隊を打ち破るためには、他の兵器、特に投射兵器で武装した兵種の支援が必要であることを学び、独自の戦術を発展させた結果生まれたのは弓兵と騎兵（時に下馬して密集装甲歩兵となり、時に騎乗して乗馬襲撃を敢行した）の柔軟性のある共同であり、百年戦争の戦場におけるイングランド軍の勝利の根幹となった。
つまり、中世における騎士（重装甲騎兵）の絶対的な戦場での優位というものは誤りであるが、ただし、これを過度にとらえることも、また誤りであり、中世末期の15世紀はむしろ板金鎧の技術が最終的に完成した時期であり、重装甲騎兵の力が最も高まり、騎兵が重要視された時代であったともいえる。当時の軍隊の比率を見ると、騎兵と歩兵の比率が同数かまたは、騎兵の方が多数であった事例に事欠かないが、重装甲騎兵の強化は「槍組」と呼ばれる単位の強化であり、増強された「槍組」は重装甲騎兵1名とそれを支援する2～5名で構成され、フランス常備軍の礎とされるシャルル7世の勅令軍においては、重装甲騎兵1名、従騎兵1名と騎乗弓兵2名、従僕と小姓各1名からなる計6名（非戦闘員3名を含む）の騎乗兵とされた。騎乗弓兵は下馬して戦うことが多く、弓ではなく、特にイタリアでは弩兵であることもあり、すなわち、「槍組」とは衝撃力を用いる重装甲騎兵を軍の中核としつつ、支援兵種である軽騎兵と弓兵を組み合わせた戦闘単位であり、これを強化することは、銃器の大規模導入以前に、ヨーロッパは再び諸兵科協同をより重視する方向にあったことを意味し、そして銃器はさらに進展していくこの変容に対応するために、歩兵だけではなく、16世紀初頭以降は騎兵にも用いられていくことになる。
16世紀初頭までに騎兵は大まかに、重装甲騎兵と、軽装な鎧を纏う軽装甲騎兵、騎乗弓兵または銃兵、そして東欧やアジア（イスラム）の影響を受けた軽騎兵に分類されており、1548年の著書でデュ・ブレーは騎兵種として、重装甲騎兵、軽装甲騎兵、軽騎兵、騎乗火縄銃兵の4つを挙げている。
このような騎兵たちが主役となったのが15世紀末から16世紀前半にかけてのイタリア戦争であり、この戦争では騎兵に限らず、様々な兵種で新しい戦い方が試されており、中でも銃器はこの時までに、アルケブス銃（小口径で軽量な火縄銃）と呼ばれる肩射ち式の、現代でもなじみのある小銃の形をとるようになっていた。重装甲騎兵も長槍兵も不足していたスペイン軍は、1503年のチェニョーラの戦いにおいて、未だに発展途上であるアルケブス銃で武装した歩兵でも野戦陣地を組み合わせれば、重装甲騎兵を破れることを証明した。これは1世紀前に長い訓練と一定以上の体格を必要とした長弓兵が成し遂げたことをより簡単に実現できるようになったことを意味し、一つの画期と見なされているが、この戦術そのものには真新しい点はほとんどなく、長弓兵の運用例に加え、半世紀も前から先進的な地域では、銃器を陣地と組み合わせて用いていた。列強の戦いで実証されたことは趨勢を決定づける追い風となり、加えて、既に有効性が確認されていた長槍兵を野戦陣地の代わりに用いるなどの応用が、その後には残されていた。これに対する重装甲騎兵側の反応は、当初は装甲の強化として表れた。初期のアルケブス銃の威力は弱く、鎧の厚みを増すことは１５世紀以来に技術的に完成されつつあった板金鎧の能力から考えても現実的な回答ではあったのだが、銃器の威力が増すにつれ、鎧は実用に支障が出るほどに重くなり、要求される軍馬の質や換え馬も供給能力の限界に達し、彼らは巨大になり、ゆっくりと動く標的となりつつあり、加えて戦略状況の変化が重装甲騎兵にとって不利に働いた。大砲の発達は、15世紀末期から16世紀前半にかけて従来の城郭を無力化し、野戦の発生率を押し上げ、１６世紀前半までに野戦で力を発揮する重装甲騎兵の重要性はむしろ高まっており、長柄武器を手にした密集歩兵隊は確かに重装甲騎兵の白兵乗馬襲撃を撃退できたが、別の手段により、歩兵の隊列を乱せれば、重装甲騎兵による打撃は圧倒的ではあった。しかし、1450年頃から発達し続けていた稜堡式築城術が大砲に発達する形で普及し始めると、攻城戦における攻撃側と防御側の有利、不利は再び防御側優位へと傾き、この新しい戦略環境下で騎兵に最も求められた能力は、輜重の護衛や敵輜重隊の襲撃、現地徴発といった支援任務のための機動性であった。威力を増す銃器に対応して、装甲重量を増していた重装甲騎兵は、鈍重になりつつあり、この任務には全く不適であり、こうした理由から重装甲騎兵は、より機動性のある騎兵に席を譲るようになっていったが、野戦における重装甲騎兵の力は、かつてよりは衰えたとはいっても、未だに侮りがたかったために16世紀中葉においては重装甲騎兵が完全に消え去りはしなかった。
しかし、機動性を重視する風潮は重装甲化とは反対の軽装化という思想を確実に強めたが、これは鎧の強度を向上させるよりも、歩兵隊を攻撃する速度を向上させて好機をつかみ取ることを、あるいは敵対する騎兵隊を機動性で上回ることを目的とする考えであり、また、費用負担においても絶えない戦乱で疲弊した貴族にとって重装甲騎兵に求められる装備や軍馬の準備は厳しすぎるために、彼らは結果として軽装甲騎兵にならざるを得ず、これが軽装甲騎兵の増加傾向を後押しした。
対銃器だけで言えば、簡素化された甲冑で身を守り、軽量化された騎兵槍で武装した騎兵は、複数回の射撃に耐えなくとも、素早く歩兵隊に接近して攻撃することが可能なはずであり、必要な部分だけに鎧を限定することにより、まだ板金の厚みを増すことも可能だと考えられ、16世紀後半の軽装甲騎兵は、板金製の鎧を胴と両腕、太ももの前面に限ることで重量削減をした七分甲冑や、さらに不要部分を削り、ほぼ上半身だけとなった半甲冑を身に着け、機動力と防御力の両立を目指しており、当時のイングランド軍では彼らのことを「軽装槍騎兵」と呼ぶことが多いが、単に「槍騎兵」と呼ぶこともしばしばあった。
こうして1570年代までに軽装甲騎兵はより迅速な攻撃が可能な重騎兵としてその立場を確立しており、加えて軽装化は彼らに持久力と一定の汎用性を与えたのだが、軽装甲騎兵の隆盛は一瞬であった、既にこの時には彼らの立場を奪い取る短銃騎兵が戦場に存在していたからである。
一方、騎乗火縄銃兵や軽騎兵は、攻城戦主体の戦略環境下で大いに役立つ騎兵種であり、騎乗弓（弩）兵は中世期の戦争の一要素であり、銃器の発達に従い、彼らが武器を銃器に持ち替えたのは自然な流れであり、また、銃器を騎兵が採用し始めた時期は意外に早く、1460年には既に騎士が手銃を振り回す姿が記録に柄が描かれており、少なくとも1496年までに騎乗して小銃を扱う部隊がヨーロッパの戦場に登場した。
軽騎兵においても中世からの伝統があり、フランス勅令軍所属の騎乗弓兵「デルシェ」は次第に弓を捨て、軽い槍を用いての乗馬戦闘を主体とする軽騎兵となり、イベリア半島においてはアラブ風の軽騎兵「ヒネーテ」が、レコンキスタにおいて大いに活躍し、スペイン軍軽騎兵の主力となるだけではなく、諸国における軽騎兵隊の模範ともなり、加えて16世紀にオスマン帝国の西進が一時期の勢いを失うと、バルカン半島を起源とする軽騎兵もヨーロッパに流入し始めた。
全体的な重装甲騎兵の衰退の中で、武器の変化も始まり、つまりは重騎兵も銃器を採用して攻撃力を増すという思想であり、既に1300年代初頭から、長柄武器で武装した歩兵の密集隊形を破るために、弓兵を進出させ、その射撃により歩兵の隊列に関隙を生み、そして重装甲騎兵がこの隊列を破るという戦術は一般化されてきていた。ここから、重騎兵自身が飛び道具を持つという概念が生まれた。ホイールロック式の短銃が重騎兵に与えた影響は大きく、特に1540年代以降において短銃を手にしたドイツ式騎兵「レイター」が活躍したことは重騎兵の武装としての短銃の地位を確実なものとした。ドイツのシュマルカルデン戦争やフランスのユグノー戦争において、ドイツ人たちは騎兵と短銃の組み合わせが極めて有効であることを証明し、重装甲騎兵も軽装甲騎兵も騎乗火縄銃兵も短銃を前にして屈服を余儀なくされ、対歩兵戦においても「レイター」は能力を発揮した。既に騎乗からのアルケブス銃による射撃が長柄武器で武装した密集歩兵隊に有効であることは1547年のピンキー・クルーの戦いでスコットランド人歩兵隊を壊滅させて証明されていたが、1562年のドルーの戦いでは銃兵や友軍騎兵隊の援護を欠いたスイス槍兵方陣に対し、「レイター」の継続的な短銃射撃が大いに威力を発揮し、その名をヨーロッパに轟かせた。フランスで発達したドイツ生まれの短銃騎兵は次なるヨーロッパの戦場である低地諸国地方、そして再びドイツへと伝播することになり、短銃は騎兵槍を西ヨーロッパの戦場からほとんど葬り去った。その転換点として有名なのが1597年、オラニエ公マウリッツによる軍制改革の一環として行われた騎兵槍の廃止であり、この時、彼は「レイター」と同じく短銃を主武器とした「胸甲騎兵」と呼ばれる騎兵種をオランダ軍に導入した。マウリッツは西ヨーロッパにおける兵術の師範的な人物となっていたために、以降において、当時の西ヨーロッパの資料は短銃騎兵のことを胸甲騎兵と呼称するようになる。
17世紀初頭の西ヨーロッパの騎兵は胸甲騎兵、槍騎兵、騎銃騎兵（ハークバス銃騎兵およびカービン銃騎兵）、竜騎兵であり、重装甲騎兵は姿を消し、軽装甲騎兵は、多くの場合は槍騎兵と呼称されており、騎乗火縄銃兵は、乗馬戦闘を主な任務とした騎銃騎兵と下馬戦闘が主な任務の竜騎兵に分かれ、当時の竜騎兵は18世紀とは異なり、依然として騎乗歩兵であり、歩兵用のマスケット銃だけではなく、一部では長槍（パイク）を携帯することすらあった。第5の騎兵種として軽騎兵も存在していたとはいえ、既に三十年戦争（1618年～1648年）も半ばを過ぎた時代において、軽騎兵はほぼ絶滅していた。16世紀後半のユグノー戦争に参戦した将軍ドゥ・ラ・ヌーいわく、短銃による銃弾の殺傷力は騎兵槍よりもはるかに高く、加えて複数所持により複数回の攻撃が可能となり、取扱性に優れていることから乱戦においても有効であるとのことだが、これが全員一致の見解であるわけではなかった。例えばヨーロッパで最初の軍大学で校長を勤めたヴァルハウゼンが1616年に騎兵槍の利点を主張し、これを捨て去るのは誤りだと指摘しており、同時期に別の系譜に連なる槍騎兵が隆盛していたポーランドの事例が示すとおりに騎兵槍が短銃に単純に劣ると示すのは難しいことであり、また、積極的に短銃を活用しようとしたオランダの敵であるスペインが軽装槍騎兵を最後まで維持した国家の一つでもあり、すなわち、西ヨーロッパにおける槍騎兵の消滅は短銃に代表される戦術や技術だけの問題ではなく、16世紀に重装甲騎兵が消滅したのと同じくもっと大きな背景で語られるべき問題でもある。
槍騎兵に適した人的資源は貴族あるいはその他の傑出した能力のある戦士に依存しており、常に少数に限られており、加えて装備や軍馬に必要な費用は重装甲騎兵ほどではないが、導入時でも運用時でも高額におよび、一方、胸甲騎兵に要求される能力は、人でも軍馬でも、槍騎兵に比べて極めて低く、その結果、導入費用と運用費用も安くなり、規模の拡大がはるかに容易となり、そしてこの数的な優勢と、短銃が持つ技術的利点が合わさり、全てを決したのだが、これはポーランドにおいて最終的に槍騎兵「フサリア」が軍事制度として崩壊したことをも説明できる事柄である。
三十年戦争の戦場で、槍騎兵の姿はほとんどなくなり、1600年までに、かつて一般的であった騎兵槍は西ヨーロッパから捨て去られて、軽装槍騎兵は騎士の名残を残していたフランスの重装甲騎兵「シャンダムリ」も主武器を短銃に持ち替え、胸甲騎兵となり、三十年戦争における基本的な騎兵は、重騎兵としての胸甲騎兵、中騎兵としての騎銃騎兵と竜騎兵、軽騎兵で構成された。当時の騎兵種に関する議論の中心は胸甲騎兵と騎銃騎兵の比較にあり、胸甲騎兵は重騎兵として野戦における決勝兵種としての地位を占め、彼らの乗馬襲撃は正面からの戦いならば、ほかのあらゆる騎兵を撃破可能であった。一方、騎銃騎兵は理論上は胸甲騎兵の支援兵種であり、騎兵用の小銃（アルケブス銃やカービン銃、バンドリア銃など）を武器としており、騎乗火縄銃兵を祖とする射撃を重視した騎兵であり、騎乗歩兵としての役割を求められた当時の竜騎兵とは異なり、彼らはこの時、既に真の騎兵として、乗馬戦闘を主体とする騎兵に変容していた。その結果、騎銃騎兵は軽装を生かしての機動、長射程の騎銃を用いる射撃、時には剣を手にしての乗馬襲撃、サブウェポンである短銃を用いての近距離射撃など、戦術的役割をこなす汎用騎兵となっていた。この2つの騎兵種は時代が進むにつれ、ほとんど違いがなくなり、その過程で生まれたのが、「軽装胸甲騎兵」と呼ばれる、鎧の一部を削減し、騎銃を持つようになった胸甲騎兵であり、胸当てと兜を支給された騎銃騎兵でもあり、軽装胸甲騎兵は小戦闘で、「重」騎銃騎兵は会戦において相応の役割を果たし、これらは意図的な場合も資金的な問題である場合もあり、貧しい胸甲騎兵は胸当てのみで身を守って武装は短銃2丁のみであり、裕福な騎銃騎兵は軽装胸甲騎兵とほとんど変わらなかった。
スウェーデン王グスタフ・アドルフはスウェーデン騎兵を改革し、その結果を三十年戦争に持ち込んだが、当時のスウェーデン騎兵は貧弱な軍馬と未経験の兵士からなり、胸甲騎兵は存在しないに等しく、彼は自軍の主力騎兵であった騎銃騎兵から騎銃を奪い取り、短銃と剣のみを主武器とし、甲冑は胸当てと背当てと面が開いた兜のみを支給したが、これは騎銃騎兵の廃止であり、主力騎兵の軽装胸甲騎兵化といえる。軍馬の貧弱さに加えて、戦地において簡単な甲冑すらスウェーデン軍は不足したことから軽装胸甲騎兵とすら呼べない場合も多かった上に、後年になるにつれ、甲冑の価値は低下して、困難を押して供給するほどのものではなくなっていたために、グスタフ・アドルフのスウェーデン騎兵は、北部ドイツの新教徒たちの軍隊で試されていた軽装騎兵に属する騎兵と呼ぶべきであったと思われる。彼がこのような改革を行った背景にはポーランドの槍騎兵「フサリア」に対する自軍騎兵の弱さに加え、胸甲騎兵が存在しない状態で支援兵種である騎銃騎兵は不要であるという思想の存在であり、代わって重視されたのが汎用性であり、軽装騎兵はこれまで騎銃騎兵が担っていた偵察任務や会戦外での小競り合いなどの任務をこなすと同様に、会戦においては密集乗馬襲撃を行った。彼らは会戦での決勝兵種に特化した胸甲騎兵や、会戦外での活動特化の軽騎兵と比べ、それぞれの任務では二流の能力しか発揮できなかったが、費用対効果においては極めて優れていた。17世紀中に他の諸国はこの汎用性の高い騎兵を模倣していき、これは単純に「騎兵」と称する騎兵種となった。また、彼は1631年に竜騎兵の役割を再定義して、当時においては騎乗歩兵でしかなかった竜騎兵に、騎乗時においても射撃と戦闘を求め、騎銃騎兵が担っていた役割を負わせることとした。この流れも時代が進むにつれ、普遍化し、最終的に18世紀に至って竜騎兵は密集乗馬襲撃を行える真の騎兵となった。
三十年戦争中にスウェーデン軍と同じ理由からその他諸国の胸甲騎兵の甲冑の軽装化も進んだが、胸甲騎兵という騎兵種は生き延びた。一部の胸甲騎兵は甲冑を完全に捨て去ったが、依然として大柄な軍馬にまたがり、必要最低限の鎧を纏った騎兵の乗馬襲撃は、会戦において必要とされていた。17世紀始まりに甲冑姿が理想であった胸甲騎兵は、軽装胸甲騎兵と軽装騎兵の影響を受け、鎧を減らし、17世紀の終わりには胸当てと背当てのみを残す形となり、17世紀後半において「騎兵」はかつての専門化していた多様な騎兵種の役割を全て内包し、施条銃騎兵（選抜騎兵）も、胸甲騎兵も、一般騎兵も「騎兵」という一つの種類に統合された。この言葉は特定の騎兵種というよりも重騎兵としての役割、つまり乗馬襲撃に重心を置いた汎用性のある、あらゆる種類の騎兵を呼び表すものと見なすべきである。残りの騎兵種である軽騎兵については有名な３つの種類があり、その全てが東欧起源の騎兵であり、クロアチア軽騎兵「クロアート」、ハンガリー軽騎兵「フサール」、コサック軽騎兵「コサック」である。これら軽騎兵のうちフサールは17世紀中に民族性を失い、西ヨーロッパ諸国で普遍化し、ハンガリー人以外の多様な人々がその役割をつとめるようになったために以後のフサールは「驃騎兵」と呼ぶべきである。クロアートはほとんど驃騎兵と同化した。コサックのみは独自性を失わなかったが、その活動範囲はポーランドおよびロシア周辺に限られた。
17世紀が終わった時、西ヨーロッパ騎兵は、普遍化したハンガリー起源の軽騎兵である驃騎兵、乗馬戦闘に軸足を移しつつあった中騎兵である竜騎兵、会戦における主力騎兵である重騎兵たる騎兵の３種類に大別されることとなった。また、武装からはほぼ完全に騎兵槍が廃止されたが、一方で、独自の発展を遂げていたポーランドでは、バルカン半島起源の軽騎兵と西欧の装甲騎兵が混ざった系譜である槍騎兵「フサリア」とその支援兵種である「パンツェルニ」が、騎兵槍を手にする騎兵種として生き延びており、18世紀末に西ヨーロッパに還流して再び騎兵槍を復活させる要因となった。
騎兵種の変容を概観すれば、短銃が騎兵槍に劣らぬことは明らかであり、むしろ短銃は槍に愛着を持ち続けた「フサリア」ですら、手放すことがなかった万能の兵器となるが、16～17世紀における短銃騎兵の戦術として悪名高いのが騎兵大隊によるカラコール（旋回射撃）戦術であり、これは一般的に縦隊形である程度の距離になるまで敵に速歩で接近し、横列ごとに馬首を巡らせながら短銃射撃を行い、そして装填と再度の射撃に備えるために隊形の最後尾に回ると共に、続いて後ろの列が進み出て斉射を繰り返す戦術として知られている。ただし、カラコールという戦術名称は正しくない可能性があり、例えば西ヨーロッパにおいて最初期の騎兵戦術教本を記したクルーソーは、突進してきた騎兵に対し、左右に開いて側面、あるいは背後から逆襲する機動としてカラコールを描いているが、これは明らかに旋回射撃の機動とは異なり、クルーソーは胸甲騎兵同士の戦闘としてこれを開設しているが、対槍騎兵の戦術としても特に有効であり、マウリッツがスペイン軍槍騎兵への対抗策としてオランダ軍胸甲騎兵にこの軌道を実施させている。しかし、名称がどのようなものであるにせよ、旋回射撃のカラコール戦術は実際の戦場で特に「レイター」によって用いられている。もっとも、「レイター」も常にこの戦術を採用したわけではなく、例えば「レイター」が活躍した初期の時代に当たる1553年のジーヴァスハウゼンの戦いにおいて、彼らは敵の眼の白色が見分けられるほどに著しく接近し、それから短銃を撃って突進したと言われており、また、1562年のフランス、ドルーの戦いにおいて「レイター」のカラコール戦術は銃器の的確な支援を欠いたスイス槍兵方陣に一方的な攻撃を行い、甚大な被害を与えた。これは旧来の騎兵槍を主力武器とした重装甲騎兵や槍騎兵ではまったく、不可能なことであり、火縄銃騎兵がスコットランド人騎兵隊に甚大な損害を与えた1547年のピンキー・クルーの戦いの再現でもあった。これが意味するのはカラコール戦術あるいは騎乗からの持続的な射撃戦術が、間違いなく、かつて重騎兵を苦しめた長槍兵の密集隊形に対する重騎兵側の回答であったことであり、この点だけをとってもカラコール戦術は意味のあるものではあったが、現代においてカラコール戦術は愚かな戦術の筆頭に上がり続けている。確かに、この頃において銃器の支援を欠いた密集歩兵隊はほとんど存在しなくなっており、そして一定量の銃兵と長槍兵を協調させた密集歩兵隊を相手にしたときに、射撃戦において勝ち目のないこの戦術は非常に不利に陥った。また、再装填の為に最前列が後退する瞬間を狙っての槍騎兵の逆襲に対しても脆弱であり、加えて要求される精密な動きは戦場で実施するには複雑すぎて、練度の低いレイターたちには手に余る機動であったともいえる。
短銃は騎兵槍よりも殺傷力と取扱性に優れ、槍を扱う騎兵よりも低い質の軍馬と練度で運用が可能であることから数を揃えることが可能であり、その結果、旧来の重装甲騎兵と槍騎兵は西ヨーロッパから絶滅した。
平均すると戦意も練度も低かった16世紀の騎兵はそれ故に縦隊形を取らざるを得なかったが、一方で質の低い兵士を訓練するための教練により、騎兵の組織化は確実に進み、フランスの短銃騎兵はその行動がいわゆるカラコール戦術に陥ることもあった。内戦であると同時に宗教戦争の側面も濃いユグノー戦争では、射撃戦の後に剣を手にして敵に肉薄し、接近戦をすることもしばしばあった。そしてレイターの流儀を取り入れた彼らは個々の局面では重装甲騎兵に圧倒されることもあったが、大抵の場合ははるかに軽い武装と、軽快な軍馬、そして剣と短銃を利用し、その機動力で単列隊形をとる敵を破った。また、他の騎兵種との共同も進み、既に16世紀前半において、騎乗火縄銃兵などを槍騎兵の前方に配置して利用するという戦術が習慣化されており、彼らは重装甲騎兵や槍騎兵などの重騎兵の攻撃に先立って支援射撃を行い、敵の隊列に関隙を生んだ。多くの場合はこれを支援する短銃騎兵が後方には控えており、「レイター」と槍騎兵を組ませて相互に支援させることも行われるようになり、銃兵と騎兵の協同も進展し、1587年のクートラの戦いやその後の1590年のイヴリーの戦いにおいて証明されたように歩兵と協同しつつ射撃後に刀剣を手に、襲歩で白兵乗馬襲撃を仕掛けるこの戦術は極めて効果的であった。刀剣での突撃はスウェーデン騎兵にとっても不可欠な戦術であったが、既にドイツ騎兵にとっても重要戦術となっており、ブレジンスキーによれば、1630年までに彼らはカラコールへのこだわりを捨てており、戦意さえ固まっていれば、胸甲騎兵の鎧はスウェーデン騎兵の刀剣の刃に対しても有効であり、胸甲騎兵が至近距離で短銃を用いることをも可能としており、スウェーデン軍の騎兵を圧倒することもあった。
17世紀後半から18世紀初頭にかけて騎兵たちの接近戦時の主要武器は短銃から刀剣に代わったが、これは騎兵から鎧の大部分が消えたことで、短銃の殺傷力が不要となり、接近戦が長引いた際には、騎兵は短銃の銃床よりも刀剣の刃を信頼したからである。射撃の後に刀剣に持ち替えて接近戦を行うためにカラコール的な軌道を取りにくくさせる効果もあった。銃だけを頼りとする場合、どうしても接近戦においての不安が先に勝つ場合がありえたからである。
騎兵は攻撃的に用いるべきこと、勢いを殺さぬためにも、そして騒音により不要な混乱を招かないためにも刀剣を武器とすること、銃火により損耗が最前列で発生した際の混乱を最小限化するために、隊列縦深は兵士と軍馬が前進圧力を感じる最低限度まで薄くすること、攻撃開始の前段階では歩兵を含む他兵種の援護を求め、可能な限り敵を混乱させる、最後は素早く全速力で突進する、交戦が終われば味方の援護を受けながら迅速に再集結して、次の交戦に備える、大戦術のレベルでは未損耗の予備を常に多数確保して、決定的瞬間にこれを投ずること。これらが近世西ヨーロッパの戦場から兵士たちが学び取った白兵乗馬襲撃の原理であった。
そして、身体に及ばずして隊形を崩すとはすなわち心理の世界であり、騎兵の武器として刀剣や槍が好まれた理由でもある。様々な欠点があったにしろ、短銃は騎兵の接近戦用武器として刀剣に勝る部分もあり、それがために１７世紀前半から中ごろにかけて接近戦では、短銃と刀剣がしばしば戦場で向き合った。しかし、武器としての単純比較評価の他に心理的に見て、迫る白刃は人間の根源的恐怖心に働きかけるものであり、取り回しに難のある槍が好まれたのも、槍の切っ先が持つ心理的な力が多分に影響を及ぼしていた。巨大な馬体と刀剣の刃、あるいは槍の切っ先は心理に働きかける恐怖の力によって敵の規律と隊形を乱し、軍事的な危害を達成したのだ。最終的に重騎兵による乗馬襲撃は刀剣のみを頼りにするようになったが、刀剣の優越性は明確なものではなく、短銃が騎兵を弱体化したわけでもなく、接近戦での殺傷力は常に騎兵槍や刀剣に勝っており、騎兵槍に対抗する目的を達したがためにメインウェポンとしての短銃は姿を消す傾向にあった。そして槍の切っ先や刀剣の白刃が持ち、短銃が持たない心理的な力もまた重要であった。
槍騎兵という兵科はその大本のルーツを中世の騎士にたどることができ、高速に戦場を駆け巡り、突撃により敵戦列に対し、壊滅的被害を与えられる騎士は中世前期頃より戦場の主役となっており、12世紀に軍事的栄光の最高潮にあった騎士は、その後、投射武器や歩兵の槍による脅威度の上昇から重装甲化を始め、13世紀から中世の終わりまでかなり重装な突撃兵科となった。歩兵革命や軍事革命による歩兵の能力拡大はこれを促進し、騎士より派生するジャンダルムやデミランサーといった各種重装騎兵は16世紀ころには12世紀の軽さを失っていたがために16世紀半ばに起きたピストルの発明により、これらの兵科は淘汰された。重装過ぎる騎兵の槍による突撃戦法は歩兵の長槍に対しては効果が薄く、火薬を得てさらに強力となった投射武器の前では近づくのも困難であったがために、西欧においては槍騎兵は一旦、滅亡を迎えたが、東欧においては事情が異なった。長槍、後にマスケット銃を装備した歩兵の密集陣形が中心であった西欧とは異なり、東欧各国が相手にした脅威は短い槍や火縄銃（後にはフリントロック式マスケット銃）などを装備したオスマン軍の各種近接歩兵の波状攻撃であり、十分に騎兵が運動し迂回などが容易に行える戦場であった。これらの歩兵には依然として騎兵による突撃戦法が必要で、正面突撃の頻度こそ減ったものの、槍騎兵の迂回突撃は十分に決定的な突撃となり得た。重装な槍騎兵は火力の上がる戦場で生存が困難となっていたが、軽装な槍騎兵は戦場で活躍する余地が十分に残されており、軽装化した槍騎兵は重要性の上がる軽騎兵任務において使用が可能であるという利点も存在した。このような土壌と民族的要因による槍騎兵復興の運動が合致し、槍騎兵復興運動が生まれた。ナポレオン戦争時代における槍騎兵の復興運動にはこのような背景が存在した。
17世紀のポーランド騎兵はウーランに代表される軽槍騎兵とフサリアに代表される重装槍騎兵の2つの騎兵を主軸に構成されていたが、18世紀ごろにポーランドの財政が悪化すると重装騎兵より安価なウーランの重要性が高まり、1775年にポーランドは重装のフサリア騎兵を廃止、全ての騎兵をウーラン式に改めた上に、ウーランの兵科名を「国民騎兵」と改めた。この騎兵は1792年のロシア・ポーランド戦争、およびコシチュシュコの反乱においてある程度の活躍を見せたが、ポーランド滅亡に伴って消滅、しかし、ポーランド分割に参加した各国はウーラン部隊を自軍内に編成したためにポーランド式槍騎兵はヨーロッパに広まることとなった。このような背景があったためにナポレオン戦争時期の槍騎兵は突撃兵科である重騎兵ではなく、偵察、哨戒、捜索、騎兵幕の作成などを行う軽騎兵として編成された。各国の槍騎兵の編成も、重装騎兵である胸甲騎兵の編成ではなく、中級騎兵の竜騎兵や軽騎兵のユサール、騎馬猟兵の編成をとることが多かったが、軽騎兵的な運用が主であったとはいえ、会戦に投入されることもままあり、特に槍は突撃において曲刀に勝っており、対騎兵戦闘で有利とされ、また、方陣に対し、リーチで勝る槍は対歩兵にて曲刀や直剣より効果的であったとされた。そのような意味では一種の「万能騎兵」的側面があったことは否定できないが、これは槍騎兵に限った話ではなく、他の軽騎兵でも同様であり、例えば、銃器を部隊に多く持っていた騎馬猟兵は銃器による騎馬散兵戦や騎兵幕の形成を得意としているが突撃も可能であった。一方、重騎兵である胸甲騎兵は突撃任務において特別な能力を持っていたが、自前のピストルを用いた散兵戦もある程度行えた。また、重騎兵としてナポレオン自身が散兵任務を行わせないように厳命したカラビニエすらも必要に応じて散兵戦を行った。
一般的に槍騎兵は歩兵に対する強力な存在とされ、その優位の根拠は槍のリーチにあり、歩兵の銃剣よりも遠くから攻撃できるためであるとされた。また、歩兵に対する攻撃だけではなく、追撃でも騎兵槍は威力を発揮したが、その理由は追撃される歩兵は騎兵を回避するために伏せる行動を行ったが、槍は伏せている人間を突き刺すこともできたためである。しかし、いくら歩兵に対して強力であろうとも歩兵が組んだ方陣に対しては限定的な効果しかなく、方陣を崩した場合よりも方陣を崩すのに失敗した場合と方陣を崩すのを断念した場合が多い。騎兵槍の優位をもってしても、歩兵の方陣を崩すことは困難であり、方陣の攻略には諸兵科連合による攻撃か、重騎兵が必要であった。一方で、騎兵戦においては衝撃能力の高さが広く認知されてはいたものの、白兵戦においての取り回しの悪さが、懸念となっており、戦績を見ると軽騎兵との戦闘において槍騎兵は多くの勝利を収めており、突撃に成功すれば槍騎兵は軽騎兵に撃退されることがほとんどなく、また、竜騎兵などの中騎兵に対しても突撃を行えば勝利を収める可能性が高いが、フリートラントのように最終的に白兵戦にて敗北した例も存在し、各種親衛隊騎兵や胸甲騎兵やカラビニエなどの重騎兵に対しての不利は存在し、ほとんどの戦闘が槍騎兵の敗北に終わっている。また、槍はひしゃげたり、折れたり、突き刺さったまま取れなくなる場合があり、全ての国の槍騎兵は予備の武器としてサーベルを携帯した。さらに、槍は馬上で使いこなすことが難しいことに関して同時代の人間の多くが同意しており、槍を使いこなすためには熟練が必要で、人によってはそれに加えある種の才能が必要とまで考えた。また、訓練を行わず、槍を使いこなせない槍騎兵は非常に戦力的価値が低いこととして知られており、ワーテルロー戦役に参加したある将校は「悪い槍使いは悪い剣使いよりも使い物にならない」と述べている。
総合すると槍騎兵は他の兵科に対して圧倒的優位であるとは言えないものの、突撃を行える多くの状況で優位であった。しかし、会戦において大きな戦果を上げた槍騎兵部隊のほとんどは各国の親衛隊の騎兵であり、騎馬猟兵が散兵戦に秀でており、ユサールが奇襲を得意としたように、通常の槍騎兵は突撃と追撃が得意であった。
騎兵槍は騎兵のリーチを伸ばすが、騎兵同士の戦闘で、乱戦では扱いにくいため、槍騎兵は接戦格闘でサブウェポンとして装備していたサーベルをより効果的な武器として引き抜くことも珍しくなかった。サーベルを抜くことによって槍騎兵は乱戦にも対応できた。
逆に言えば、騎兵槍は歩兵相手に戦う時は不可欠だった。騎兵槍は銃剣で方陣を組んだ歩兵相手に有効な白兵戦武器だった。
軽騎兵としての槍騎兵の機動力は敗走する敵兵を容易く追撃することを可能とし、追撃戦では重騎兵以上の効果があった。
また、意のままに襲撃を加える槍騎兵は小競り合いにも有効であったが、騎兵同士の乱戦では長い槍は前述のように扱いにくく邪魔で、サーベルに敵わないために、この弱点を補うため、槍騎兵連帯では一部の兵士に騎兵槍を装備させず、騎兵槍を持つ兵士をサーベルを主武器とする兵士が援護するようにしていた。

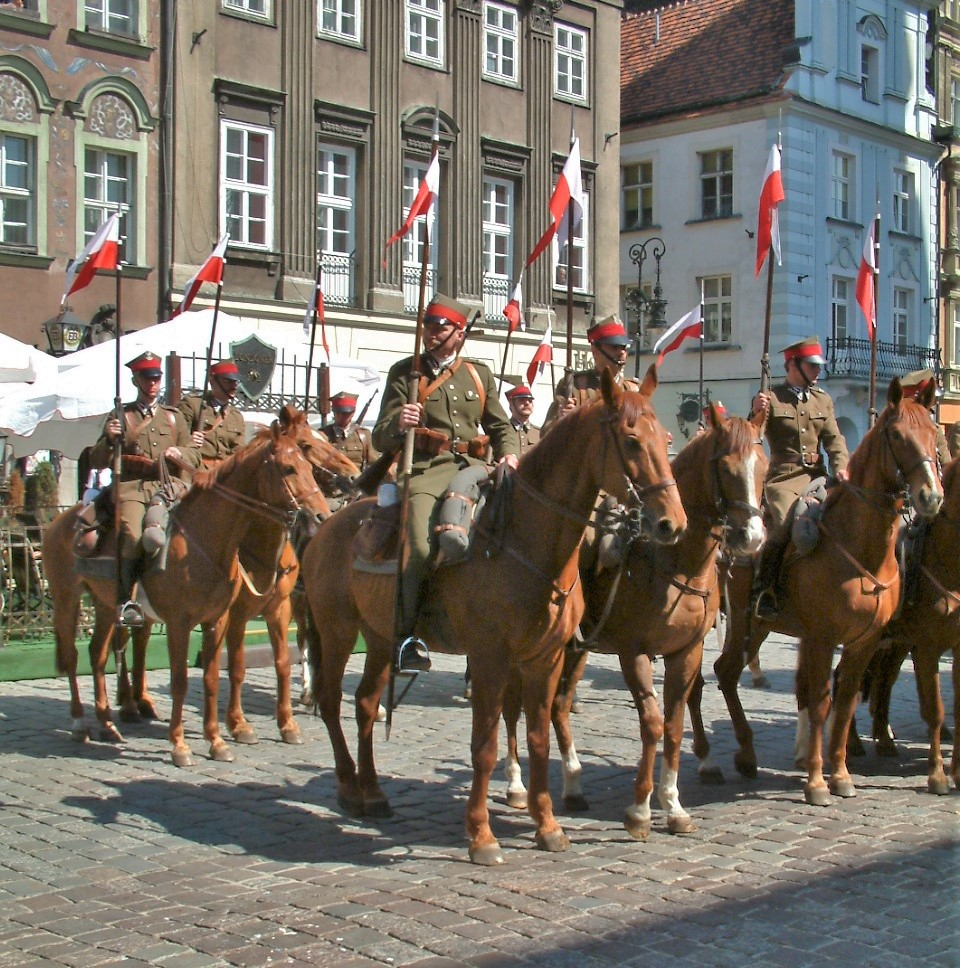
1939年のポズナン第15ウーラン連隊の再現

18世紀から19世紀半ばまで、槍騎兵は他の騎兵とともに各地の戦場で活躍した。しかし、機関銃の発明やライフル銃の標準化による火器の威力の増大、突撃を阻む塹壕戦の一般化など、歩兵の防御力が大きく強化されるに及んで突撃は自殺行為となり、槍騎兵のみならず騎兵自体がその存在意義を失っていった。20世紀に入ると、軍隊の機械化が進み、騎兵は車両が踏破できない不整地でのみ使用されるようになった。その役割も突撃ではなく、偵察や後方破壊が主になった。独ソ戦におけるコサック騎兵によるドイツ軍の輸送隊襲撃などが一例である。泥と雪に覆われたロシアでは、馬の不整地踏破能力が役に立つ場合が多かった。
各国の機械化が進むにつれて、騎兵という兵科は消滅していき、槍騎兵も存在しなくなった。ただし、イギリスのクイーンズ・ロイヤル槍騎兵連隊のように、一種の名誉称号として現在でも各国に槍騎兵連隊が残されている。これらは多くが機械化部隊や空挺部隊である。

## 装備と戦術
槍騎兵が活躍した18世紀から19世紀の装備および戦術は以下のようなものだった。17世紀においては戦闘用の騎兵槍が戦場で武器として使われることはほとんどなかった。
一般的な槍騎兵の装備は、騎兵槍、サーベル、ヘルメット、カービン銃だった。ランスの全長は2メートルから3メートル前後で、先端にはしばしば小旗がつけられた。サーベルは敵騎兵との乱戦になった場合に必要だった。騎兵槍はサーベルに比べて小回りが効かず、懐にもぐりこまれると不利になるからである。
また、騎兵槍を使いこなすには、時間をかけて複雑な訓練を行う必要があった。そのため、訓練用の騎兵槍が存在している。
ヘルメットは重騎兵のものと同じものを使用したが、熊皮帽などで代用している場合も多かった。ポーランドのウワンは、チャプカ(czapka)と呼ばれる頭頂部に四角形の板を貼り付けた独特の帽子をかぶっていた。上記のようにポーランド槍騎兵は他国に模倣されたため、フランスやプロイセンの槍騎兵でもチャプカを被っていることがあった。当時の騎兵の例に漏れず、槍騎兵もモールや飾り帯（シャルファ、szarfa）などで派手に着飾っていた。
槍騎兵の主任務は歩兵隊列の破砕、および敵歩兵の掃討であった。槍騎兵は数列の横列を組んで突撃した。正面突撃は自殺行為であるため、よほどのことでもない限り実行することは無かった。普通は機動力を生かし、敵歩兵の側面ないし背面に回り込んでから突撃した。また、移動や隊形変更で隊列が乱れたときも狙った。時には敵歩兵の発砲後、再装填にかかっている瞬間を狙って突撃する場合もあった（マスケット銃は再装填に20秒から30秒程度かかる）。ただし、大半の軍事指揮官は、成功しても損害の多くなる突撃をできるだけ避けようとしたため、砲兵や歩兵の火力によって敵が崩れるか、あるいは撤退を始めた頃に槍騎兵を投入することが多かった。